# Портрет Павла Андреевича Шувалова
«Портрет Павла Андреевича Шувалова» — картина Джорджа Доу и его мастерской из Военной галереи Зимнего дворца, с авторскими повторениями и вариантами из собрания Государственного Русского музея.
Картина представляет собой погрудный портрет генерал-лейтенанта графа Павла Андреевича Шувалова из состава Военной галереи Зимнего дворца.
К началу Отечественной войны 1812 года генерал-лейтенант граф Шувалов был генерал-адъютантом и командовал 4-м пехотным корпусом, однако в самом начале вторжения Великой армии тяжело заболел, вынужден был сдать командование корпусом генералу А. И. Остерману-Толстому и в войне 1812 года участия не принимал. Во время Заграничного похода 1813 года состоял в свите императора Александра I и был во многих сражениях; исполнял поручения императора по дипломатической части, дважды вёл переговоры с представителями Наполеона о заключении перемирий. После поражения Наполеона сопровождал императрицу Марию-Луизу в замок Рамбуйе, а далее был в качестве российского представителя при отправлении Наполеона в ссылку на остров Эльба. В кампании Ста дней вновь состоял при императоре Александре I и вместе с ним был во втором походе во Францию.
Изображён в генерал-адъютантском мундире, введённом в 1815 году, с вензелем императора Александра I на эполетах; слева на груди свитский аксельбант. На шее кресты орденов Св. Владимира 2-й степени и Св. Анны 1-й степени с алмазами; по борту мундира кресты ордена Св. Иоанна Иерусалимского (А. А. Подмазо ошибочно идентифицирует этот орден как Пур ле мерит, однако в кавалерских списках этого ордена Шувалов не значится), вюртембергского ордена «За военные заслуги», баварского Военного ордена Максимилиана Иосифа 2-й степени и австрийского ордена Леопольда 2-й степени; справа на груди Св. Георгия 4-го класса, серебряная медаль «В память Отечественной войны 1812 года» на Андреевской ленте, бронзовая дворянская медаль «В память Отечественной войны 1812 года» на Владимирской ленте, крест французского ордена Св. Людовика, звёзды орденов Св. Александра Невского, Св. Владимира 2-й степени и прусского Красного орла 1-й степени. Слева на фоне чуть ниже эполета подпись художника: Geo Dawe RA. С тыльной стороны картины надпись: Ct Shuwalof. Подпись на раме: Графъ П. А. Шуваловъ, Генер. Лейтенантъ.
Несмотря на то, что 7 августа 1820 года Комитетом Главного штаба по аттестации граф Шувалов был включён в список "генералов, которых служба не принадлежит до рассмотрения Комитета", фактическое решении о написании его портрета состоялось ранее, поскольку 17 декабря 1819 года Доу получил аванс за эту работу, оставшаяся часть гонорара ему была выплачена 12 ноября 1820 года. Считается, что портрет был начат не раньше июня 1819 года, после приезда Доу в Россию, а закончен не позже лета 1825 года, поскольку в Лондоне фирмой Messrs Colnaghi по заказу петербургского книготорговца С. Флорана с него была сделана гравюра Г. Доу с указанием даты август 1825 года. Отпечаток этой гравюры также имеется в собрании Эрмитажа (бумага, меццо-тинто, 65,5 × 48 см, инвентарный № ЭРГ-501). Готовый портрет принят в Эрмитаж 7 сентября 1825 года.
В собрании Государственного Русского музея имеется авторская копия портрета Шувалова из Военной галереи (холст, масло, 71 × 62 см, инвентарный № Ж-6229), причем в научном каталоге музейного собрания допущена возможность того, что автором этой копии является не столько сам Доу, сколько его подмастерья, и выполнена она в период 1825—1828 годов. Этот вариант портрета принадлежал семье Шуваловых и хранился во дворце Нарышкиных-Шуваловых на Фонтанке, после Октябрьской революции был национализирован и в 1925 году передан на хранение в Большой Гатчинский дворец. Во время Великой Отечественной войны был эвакуирован и находился в Центральном хранилище музейных фондов в Павловске, откуда в 1956 году был передан в Русский музей.
В собрании Русского музея также есть ещё один портрет П. А. Шувалова работы Доу (холст, масло, 237 × 152 см). Здесь Шувалов изображён в интерьере в полный рост сидящим в кресле возле стола с лампой. Слева за ним камин, на стене три картины (натюрморт, портрет и пейзаж), под ногами ковёр. Сам Шувалов одет в генеральский сюртук, без орденов и эполет, в руке его раскрытая книга. Голова Шувалова иконографически (поворот, прическа, направление светотени) очень близка к портрету из Военной галереи. Этот портрет также находился во дворце на Фонтанке и в 1925 году передан в Русский музей. Датируется он до 1826 года, поскольку в этом году была опубликована гравюра У. Д. Беннета и Т. Райта «Александр I в мастерской Джорджа Доу в Шепелевском дворце» (по оригиналу А. Е. Мартынова?) — эта картина показана отражающейся в зеркале в золоченой раме справа от входа в мастерскую. С этого варианта портрета существует миниатюрная копия работы И. С. Бугаевского-Благодарного, она также находится в собрании Русского музея (картон, масло, 17 × 11 см, инвентарный № 257). Репродукция портрета была опубликована в 1912 году в журнале «Старые годы», с ошибочной подписью о принадлежности кисти Ф. Крюгера.

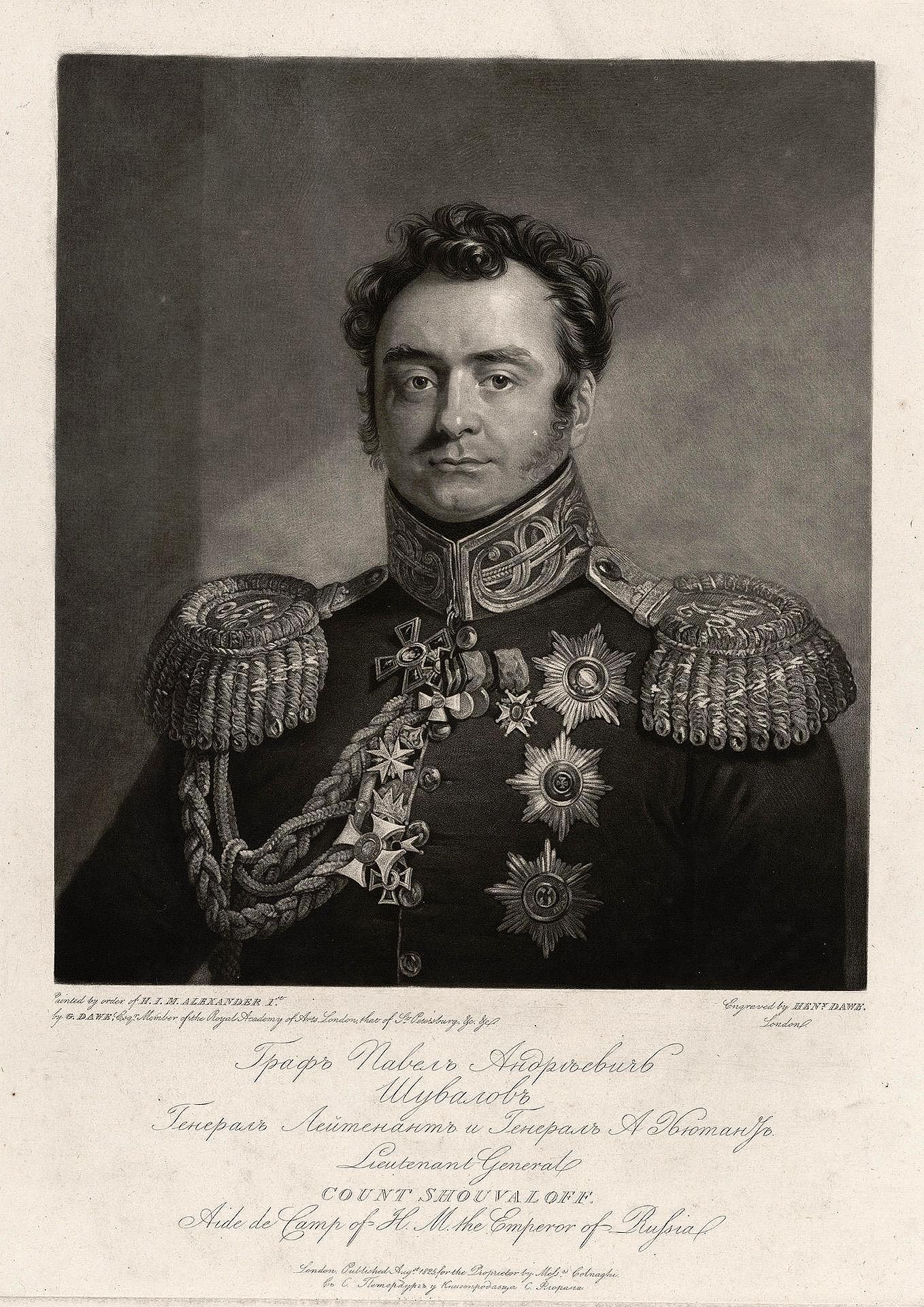
Гравюра Г. Доу
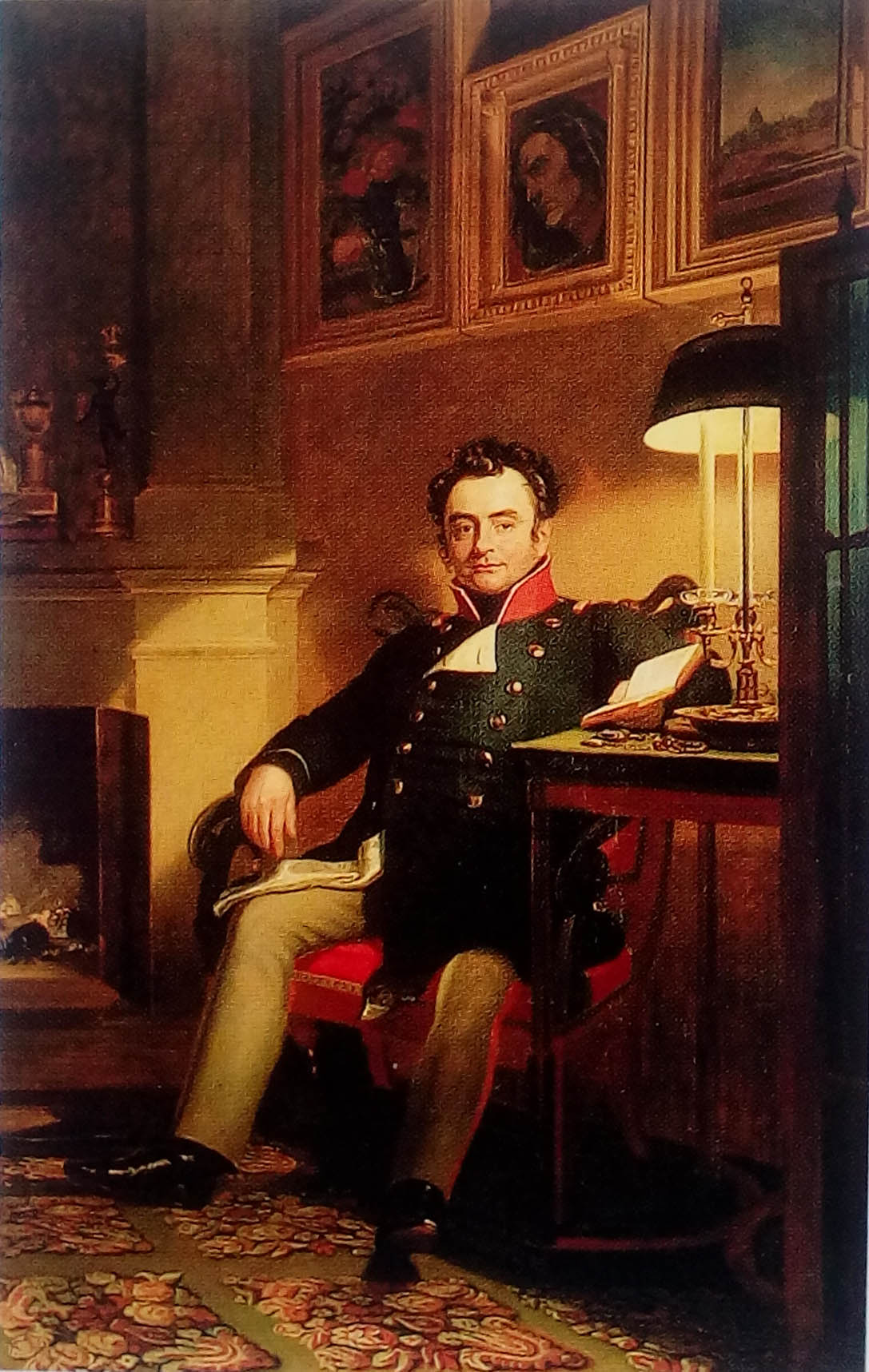
Ростовой вариант портрета из ГРМ
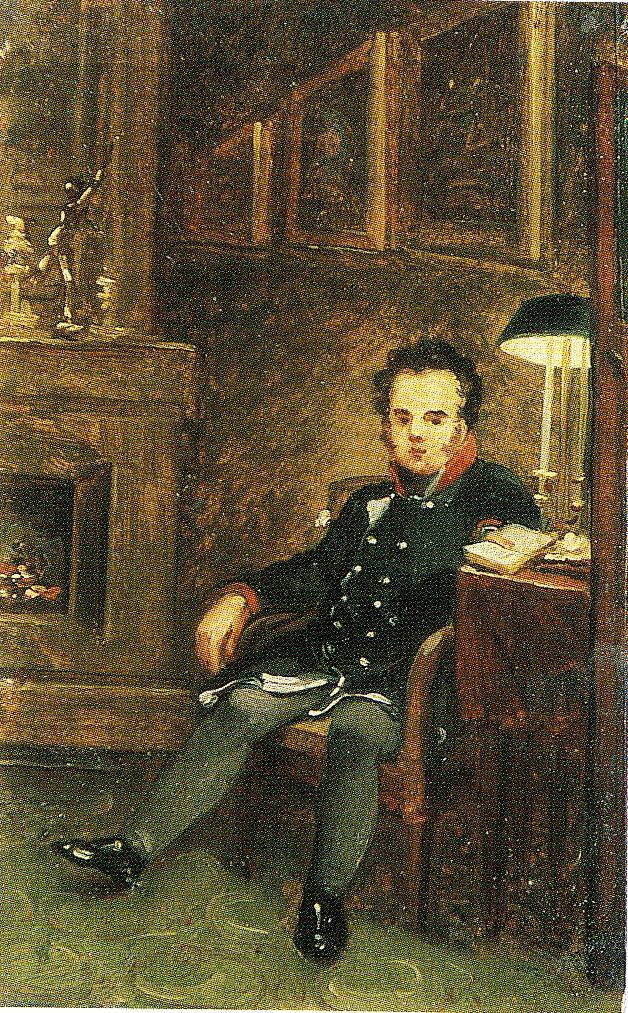
Копия И. С. Бугаевского-Благодарного с ростового варианта из ГРМ
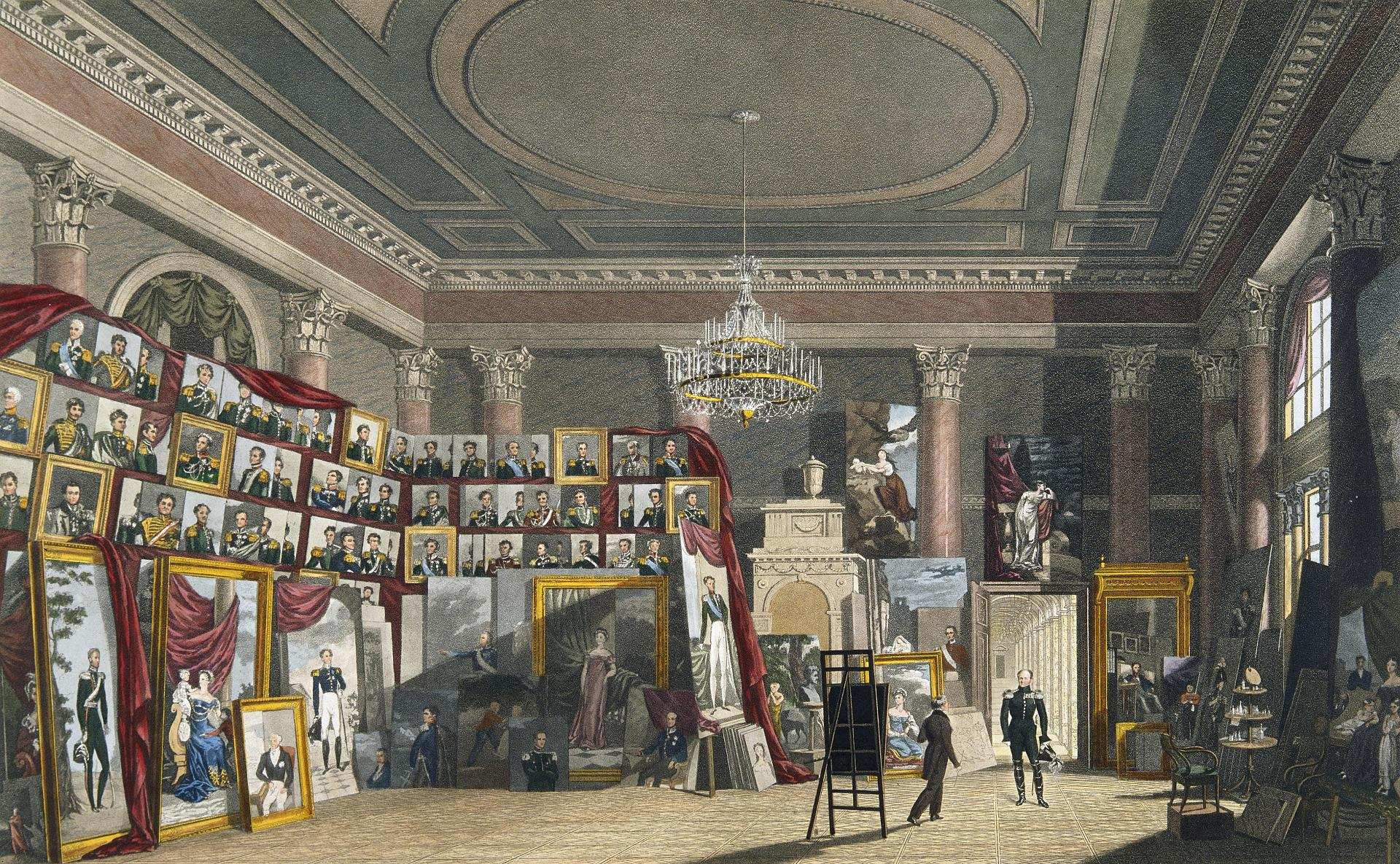
Александр I в мастерской Дж. Доу в Шепелевском дворце. Гравюра Т. Райта и У. Беннета